# Evan Hunter

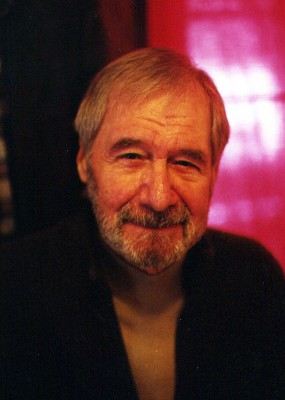
Evan Hunter in 2001

Evan Hunter (New York, 15 oktober 1926 - Weston (Connecticut), 6 juli 2005) was een Amerikaans auteur van thrillers en politieromans.
De New Yorker Salvatore Albert Lombino  begon als leraar, werd literair agent en debuteerde in 1951 als schrijver. Hij brak in 1954 door  met de roman "Blackboard Jungle", die min of meer zijn eigen studententijd beschreef. Er volgden meer dan honderd titels onder de auteursnamen Evan Hunter, Hunt Collins, Ezra Hannon, Curt Cannon, Richard Marsten, John Abbot en vooral Ed McBain. Hij verkocht tijdens zijn leven ruim 100 miljoen boeken.
Het meeste succes had Hunter (hij veranderde zijn naam officieel in 1952) met de reeks "87th Precinct". De politieseries Hill Street Blues en NYPD Blue werden aan zijn plots ontleend. Zijn debuut Blackboard Jungle werd al in 1955 verfilmd met Sidney Poitier in de hoofdrol. Hunter schreef zelf ook filmscripts, waarvan dat voor The Birds van Alfred Hitchcock het bekendst werd. Akira Kurosawa verfilmde de misdaadthriller High and Low.
- Bibsys: 90057579
- Biblioteca Nacional de España: XX1124977
- Bibliothèque nationale de France: cb11913752z (data)
- Catàleg d'autoritats de noms i títols de Catalunya: 981058523530806706
- CiNii: DA01986851
- Gemeinsame Normdatei: 105771287
- International Standard Name Identifier: 0000 0000 6941 8270
- Library of Congress Control Number: n79121690
- Nationale Bibliotheek van Letland: 000006090
- MusicBrainz: dec755fb-ce1c-4586-9e9d-d00d668c2488
- Bibliotheek van het Japanse parlement: 00444060
- Nationale Bibliotheek van Tsjechië: jn19981001489
- Nationale bibliotheek van Australië: 36539952
- Nationale Bibliotheek van Israël: 987007262932205171
- Nationale en Universitaire bibliotheek Zagreb: 000236307
- Nederlandse Thesaurus van Auteursnamen: 068645724
- Réseau des bibliothèques de Suisse occidentale: 02-A000082288
- Istituto Centrale per il Catalogo Unico: VIAV147079
- LIBRIS: 189933
- SNAC: w67z1n8g
- Système universitaire de documentation: 026999579
- Trove: 1222985
- Virtual International Authority File: 105745012
- WorldCat: E39PCjtv9wKWGhtFX6cYcykWCP